# Tricyphona immaculata
Tricyphona (Tricyphona) immaculata là một loài ruồi trong họ Pediciidae. Chúng phân bố ở vùng sinh thái Palearctic.